# Sarlós György
Sarlós György (Budakeszi, 1940. július 29. –) evezős olimpiai ezüstérmes. Polgári foglalkozása:  szerszámkészítő, szerszámtervező;  évtizedekig a Magyar Optikai Művek dolgozója volt.

## Pályafutása

### Evezősként
A Ferencvárosi Torna Club evezős szakosztályának legeredményesebb versenyzője.
Az 1968. évi nyári olimpiai játékokon, Mexikóban a férfi kormányos nélküli négyes tagjaként ezüstérmet harcolt ki Melis Antal, Csermely József, Sarlós György és Melis Zoltán összeállításban, továbbá két Európa-bajnoki ezüstérmet szerzett az 1967-es Vichy-i és az 1969-es klagenfurti Eb-n.
Részt vett a római olimpián kormányos nélküli négyevezősben és az 1972-es olimpián kormányos nélküli kétevezősben de helyezetlenül végzett.
Kormányos nélküli négyevezősben világbajnokságon 1965-ben helyezetlen 1966-ban 4., 1970-ben 11. helyen zárt.
Kormányos négyevezősben 1961-ben az Eb-n helyezetlen, 1963-ban 7. lett.

## Sportvezetőként
1989-ben az FTC akkori vezetése a tradíciókat figyelmen kívül hagyva kizárólag pénzügyi okokra tekintettel, a szakosztály működését megszüntette. Az evezést, a szakosztályt szerető sportolók és több szponzor összefogásával azonban új egyesületet hoztak létre Ferencvárosi Evezős Club néven. A megalapításban Endreffy György, dr. Kokas Péter és Sarlós György vállalt nagy szerepet.

## Írásai
- Az Evezős című könyv
  - Hosszú sportpályafutásra visszaemlékező könnyed, könnyes-vidám összefoglaló.